# Alizée Caugnies
Alizée Caugnies (* 14. August 2013) ist eine französische Kinderdarstellerin.

## Leben
Caugnies wurde am 14. August 2013 geboren. Sie debütierte 2021 als Fernsehschauspielerin im Film À tes côtés. Im selben Jahr war sie noch in der Filmproduktion Petite leçon d’amour zu sehen. Im Folgejahr wirkte sie im Spielfilm And Yet We Are All Blind mit. 2023 folgten Besetzungen in den Kurzfilmproduktionen Week-end à l’école und Diable S. 2024 erhielt sie eine Rolle im Kurzfilm Kiné renaît sowie die titelgebende Hauptrolle der Ada im gleichnamigen Kurzfilm. Dieser wurde unter anderem auf dem Brussels International Fantastic Film Festival gezeigt. Außerdem wirkte sie in drei Episoden der Fernsehserie The New Look in der Rolle der jungen Catherine mit, deren Alter Ego von Maisie Williams dargestellt wurde. Im selben Jahr war sie in der Rolle der Werwölfin Louise, Filmtochter von Franck Dubosc und Suzanne Clément, im französischen Spielfilm Die Werwölfe von Düsterwald zu sehen.

## Filmografie (Auswahl)
- 2021: À tes côtés (Fernsehfilm)
- 2021: Petite leçon d’amour
- 2022: And Yet We Are All Blind (Toi non plus tu n’as rien vu)
- 2023: Week-end à l’école (Kurzfilm)
- 2023: Diable S (Kurzfilm)
- 2024: Kiné renaît (Kurzfilm)
- 2024: Ada (Kurzfilm)
- 2024: The New Look (Fernsehserie, 3 Episoden)
- 2024: Die Werwölfe von Düsterwald (Loups-Garous)